# Hot Wheels: Turbo Racing
Hot Wheels: Turbo Racing es un videojuego de carreras desarrollado por Stormfront Studios y publicado por Electronic Arts para Nintendo 64 y PlayStation. Cuenta con 40 autos basados en la serie de juguetes Hot Wheels. También incluye el stock car de Kyle Petty de 1999 NASCAR, ya que fue patrocinado por Hot Wheels. El juego incluye música de artistas como Primus, Metallica, The Reverend Horton Heat y Mix Master Mike.

## Jugabilidad
El enfoque del juego es competir con uno de una selección de vehículos a través de varias pistas de carreras temáticas. Las pistas secretas se pueden desbloquear ganando carreras y los autos nuevos se pueden usar encontrando bonos de 'Mystery Car' escondidos en cada pista. Seis vehículos participan en cada carrera. El juego cuenta con un total de 40 vehículos jugables. Las acrobacias pueden ser ejecutadas por sosteniendo la almohadilla direccional o la palanca analógica en ciertas direcciones mientras está en el aire para agregar al medidor turbo para aumentar la velocidad.
Como se ve en las pantallas de sugerencias, usar el controlador para realizar varias acrobacias desde los puntos de salto gana 'Turbos' que permiten ráfagas cortas de velocidad. El automóvil en uso sufrirá daños en función de toparse con obstáculos u otros automóviles. Los íconos de encendido que se encuentran alrededor de la pista brindan varias mejoras de rendimiento.

## Recepción
Hot Wheels Turbo Racing recibió reseñas por encima del promedio en ambas plataformas según el agregador de reseñas GameRankings.
Doug Trueman de NextGen dijo que la versión de Nintendo 64 era "En general, un título divertido y un gran juego de fiesta, pero quizás un poco infantil para los fanáticos de las carreras".
Scott McCall de AllGame calificó la versión de Nintendo 64 como "algo divertida y original de jugar", pero criticó sus efectos de sonido "promedio" y canciones "muy limitadas y repetitivas", que consideró de mala calidad. . McCall calificó el juego como "un poco decepcionante en el departamento de gráficos", y escribió que "parece un juego de CD-ROM que fue portado al formato de cartucho de forma rápida y económica. Se nota debido a el sonido limitado y amortiguado, los gráficos mediocres y la falta de un modo para cuatro jugadores". Joe Ottoson de AllGame escribió una crítica positiva de la versión de PlayStation y elogió su banda sonora, aunque señaló que los efectos de sonido "no son tan económicos, pero los neumáticos chirriantes y los autos que chocan brindan un complemento convincente a la acción". Ottoson escribió que los vehículos del juego "se parecen a sus contrapartes de la vida real y el juego se acelera sin ninguna desaceleración", al tiempo que afirma que sus pistas de carreras "parecen mantenerse con los orígenes de la pista de acrobacias de juguete del tema mediante el uso de una variedad de vibrantes colores en los fondos. A menudo me recordaban a algo que se había escapado de una película de Tim Burton con el uso prodigioso de rayas y colores alegres".
Levi Buchanan de GameFan elogió la versión de Nintendo 64 por sus "Buenas bandas", pero criticó el juego en sí como "Mediocre": "El juego debe tener tan pocos méritos, que necesitan una banda sonora profesional para agregue una viñeta a la lista de características en la parte posterior de la caja. [...] Nada en Hot Wheels lo eleva por encima del nivel promedio ". Buchanan sintió que la licencia de Hot Wheels era la única diferencia que separaba el juego de otros juegos de carreras. Jeff Gerstmann de GameSpot elogió ambas versiones por sus gráficos y escribió que el juego " captura la apariencia de esos populares autos pequeños y logra brindar una experiencia de juego sorprendentemente excelente a lo largo del camino. A primera vista, es fácil descartar Hot Wheels Turbo Racing como un juego de carreras más. [...] Pero los autos y las pistas son lo que lo hace tan diferente. [...] Es una pena que muchos subestimen Hot Wheels Turbo Racing solo porque tiene la licencia de auto de juguete adjunta. La conducción es excelente y el aspecto de acrobacias del juego da es una sensación similar a la de un monopatín. Definitivamente está a punto de convertirse en un éxito durmiente".
Uncle Dust de GamePro elogió la versión de Nintendo 64 por su banda sonora en una reseña y escribió: "Los gráficos se ven mucho más limpios en la N64 que en la PlayStation, con los autos modelados con precisión que parecen menos bloques. [. ..] Si bien la versión de N64 se ve mejor que la versión de Playstation, los controles no son tan estrictos. Los joysticks analógicos duales de Playstation responden mejor que la desordenada disposición predeterminada de botones en N64, que también ofrece un joystick analógico menos preciso para la dirección. Pero Dejando de lado las sutilezas, el N64 ofrece controles sólidos para los autos". Escribió que uno de los principales atributos del juego "es cómo integra perfectamente la realización de trucos con carreras exitosas". Boba Fatt dijo en otra reseña: "Si Si alguna vez ha lanzado un auto Hot Wheel por el aire y se ha preguntado cómo sería estar adentro durante el choque que siguió, consulte Hot Wheels Turbo Racing para obtener la respuesta. tecnología".
Al revisar la versión de PlayStation en una revisión, Uncle Dust consideró que uno de los mejores aspectos del juego es el uso del controlador DualShock de la consola, y escribió: "Hay algunos puntos de barro en los que el juego se enreda. Aunque los modelos 3D de los autos están justo en el dinero, son un poco bloqueados y el metal rodando, volteando y girando tiende a durar más de lo que debería. Las colisiones con los corredores opuestos tienen un resultado a veces impredecible, lo que hace que la acción sea muy frustrante cuando tratando de ganar la Hot Wheels Cup. Sin embargo, lo peor de todo es que no hay un medidor de daños que te indique cuándo estás a punto de explotar. Dejando de lado las quisquillosidades, Hot Wheels Turbo Racing ofrece una diversión trepidante como pocos otros títulos. EA hace un uso perfecto del nombre Hot Wheels, incluidos los bucles clásicos y los diseños de pistas que chocan entre sí, para asegurar una gran cantidad de posibilidades de reproducción en este divertido y novedoso juego de carreras". En otra reseña, Boba Fatt dijo que lo mismo La versión de consola estaba "lejos de ser perfecta, pero es uno de los juegos de carreras de estilo arcade más emocionantes del mercado. ¡Si tienes ambición por la velocidad, mira este título!"
GameRevolution, que consideró que el juego era más adecuado para niños pequeños, elogió la versión de PlayStation por su banda sonora, pero calificó los gráficos como "una mezcla": "Los autos y las pistas se ven bastante bien y el marco El ritmo es bastante rápido, pero el aspecto de las pistas no parece del todo correcto. En mi imaginación, Hot Wheels se correría en pistas de juguete en el patio trasero, en las mesas o en las salas de juguetes. En cambio, las pistas son un mezcla de terrenos de la vida real, áreas industriales y otros lugares aleatorios. Si los diseñadores realmente hubieran querido capturar la sensación de las carreras de pequeños autos de juguete, deberían haber tenido esto en cuenta y dejar que quemes goma en la cocina. Lo que queda es un juego que trata de colocar autos de juguete en un entorno casi real. Hay muchos saltos y bucles, pero sus cualidades de juguete chocan con los entornos naturales. En el lado positivo, los autos parecen reales y realmente traer algunos recuerdos".
Matt Casamassina de IGN elogió los gráficos de la versión de Nintendo 64 y escribió que Stormfront Studios había "traducido con éxito el aspecto de las pistas de plástico de Hot Wheels al mundo de los polígonos". Turbo Racing" presenta caminos que brillan en rojo brillante, rayas amarillas y naranjas, verdes, azules, todo menos negro, en realidad. Si bien estas pistas recuerdan definitivamente a los circuitos de juguete en los que se inspiraron, como juego debemos admitir que todavía se ven demasiado horteras y demasiado brillantes en apariencia. [...] Debido a que los gráficos de fondo tienen un tono mucho más realista, el efecto final es ciertamente único, si no confuso. Terminamos con caminos de arco iris que se extienden a través de realistas entornos. Un poco extraño, sin duda, pero funciona. Mientras tanto, los vehículos, que comprenden la colección clásica de Hot Wheels, cobran vida con modelos de polígonos sólidos y texturas detalladas. los ambientes coloridos en sí mismos, hay que decirlo, no son demasiado detallados". Casamassina señaló que el juego tenía un "aspecto muy poligonal", dando a los objetos de fondo y las carreteras una "apariencia de bloques". Casamassina sintió que el juego parecía obsoleto en comparación con otros juegos de carreras de esa época y escribió que prefería "los entornos de carreras abiertos y para ir a cualquier parte y la física de los autos pesados de la serie Rush  hasta los autos aparentemente ingrávidos de Hot Wheels y, a veces, pistas 3D confinadas. Dicho esto, el título se recomienda como un buen corredor que atraerá a los amantes de las acrobacias y no a los adictos a la simulación".
Max Everingham de IGN elogió la versión de PlayStation por su banda sonora y señaló similitudes de juego con los juegos San Francisco Rush, que también incorporaba saltos de altura. y acrobacias en el aire; Everingham dijo que la versión de este concepto de Hot Wheels Turbo Racing era "divertida, pero también muy fácil. La curva de aprendizaje es corta y la vida de juego a largo plazo es moderada. 'Beetle Adventure Racing, 'Hot Wheels' también está repleto de pistas y secretos alternativos. Aquí, sigue siendo intrigante encontrarlos todos, pero no se siente tan original ni convincente". Everingham calificó los gráficos como "un poco demasiado brillantes y directos" y concluyó: "Si deseabas que 'SF Rush' tuviera más control y menos aleatoriedad, entonces te encantará. 'Hot Wheels' hace un poco de todo bastante bien, pero no ejecuta todo lo suficientemente bien como para seguir siendo un juego destacado durante más de un mes".